# 러브FM (라디오 프로그램)
《러브FM》은 SBS 러브FM(수도권 FM 103.5MHz)에서 매일 오전 9시 5분부터 오전 11시까지 방송되는 아침 정보, 연예오락 전문 라디오 프로그램이다.

## 역사
2009년 4월 13일부터 2011년 4월 3일까지 방송된 《정선희의 러브FM》이 2013년 SBS 라디오 가을 개편으로 이후 2년 만에 《이숙영의 러브FM》이 재개되었다. 방송인 정선희가 진행하였던 시기에는 낮 시간대였으나 방송인 이숙영의 진행으로 방송이 다시 재개된 이후에는 아침 시간대로 탈바꿈하였다. 2025년 7월 7일부터 방송인 이숙영이 매일 방송에서 평일 방송으로 변경했다가, 2025년 7월 12일부터 박은경 아나운서가 주말 방송으로 진행한다.

## 역대 진행자
- 2009년 4월 13일 ~ 2011년 4월 3일 : 정선희
- 2013년 10월 14일 ~ 2025년 7월 6일 : 이숙영
- 2025년 7월 7일 ~ 현재 : 이숙영 (평일), 박은경 (주말)

## 방송 시간
| 방송 채널  | 방송 기간                          | 방송 시간                        |
| ---------- | ---------------------------------- | -------------------------------- |
| SBS 러브FM | 2009년 4월 13일 ~ 2011년 4월 3일   | 매일 낮 12:20 ~ 오후 2:00        |
| SBS 러브FM | 2013년 10월 14일 ~ 2014년 4월 12일 | 월~토요일 아침 8:30 ~ 오전 10:00 |
| SBS 러브FM | 2014년 4월 14일 ~ 2015년 5월 3일   | 매일 아침 8:30 ~ 오전 10:00      |
| SBS 러브FM | 2015년 5월 4일 ~ 2016년 3월 27일   | 매일 아침 8:20 ~ 오전 10:00      |
| SBS 러브FM | 2016년 3월 28일 ~ 2017년 4월 9일   | 매일 아침 8:05 ~ 오전 11:00      |
| SBS 러브FM | 2017년 4월 10일 ~ 2017년 8월 31일  | 매일 아침 8:05 ~ 오전 10:30      |
| SBS 러브FM | 2017년 9월 1일 ~ 2020년 3월 29일   | 매일 아침 7:05 ~ 오전 10:00      |
| SBS 러브FM | 2020년 3월 30일 ~ 2022년 10월 2일  | 매일 아침 7:05 ~ 오전 9:00       |
| SBS 러브FM | 2022년 10월 3일 ~ 현재             | 매일 오전 9:05 ~ 오전 11:00      |

## 코너
매일 코너
- 내 안의 그대
- 신박한 유머 경매쇼
- 아재퀴즈
- 디제이 픽 & 퀴즈
- 추팝(추억이 흐르는 팝)
- 추가열(추억의 가요 열전)

요일별 코너
- 월요일 : 긴급살림 지원센터
- 화요일 : 염블리 돈불리
- 수요일 : 현마에의 어설픈 클래식/가곡 퀴즈
- 목요일 : 이동엽의 정보마켓
- 금요일 : 펀앤댄스/썬킴의 지식편의점
- 토요일 : 박재희의 오두막 고전
- 일요일 : 고·사·리(고맙고, 사랑하고, 이해해)

## 지역 방송국 프로그램
| 방송 채널  | 방송 권역           | 프로그램             | 방송 시간                       | 진행자 |
| ---------- | ------------------- | -------------------- | ------------------------------- | ------ |
| KNN 러브FM | 부산광역시 경상남도 | 김아라의 생생 라디오 | 매일 오전 9시 ~ 오전 10시 50분  | 김아라 |
| KNN 러브FM | 부산광역시 경상남도 | KNN 웰빙라이프       | 매일 오전 10시 50분 ~ 오전 11시 | 조문경 |

## 같이 보기
- 아침 정보
- 연예오락
- 김영철의 파워FM (SBS 파워FM)
- 오수진의 행복을 여는 아침, 참 좋은 오늘 은빛수녀입니다 (cpbc FM)